# Liste der Kulturdenkmäler in Kronweiler
In der Liste der Kulturdenkmäler in Kronweiler sind alle Kulturdenkmäler der rheinland-pfälzischen Ortsgemeinde Kronweiler aufgeführt. Grundlage ist die Denkmalliste des Landes Rheinland-Pfalz (Stand: 12. Juni 2023).

## Einzeldenkmäler
| Bezeichnung                  | Lage                              | Baujahr      | Beschreibung | Bild                           |
| ---------------------------- | --------------------------------- | ------------ | --- | ------------------------------ |
| Bahnhof Kronweiler           | Am Bahnhof 3 Lage                 | 1868         | ehemaliger Bahnhof der Rhein-Nahe-Bahn mit Schalterhalle, Vorsteherwohnung und Warteraum; zweigeschossiger Gelbsandsteinbau mit niedrigeren Anbauten, 1868, nördlicher Anbau 1910 | weitere Bilder Fotos hochladen |
| Brücke                       | Hauptstraße Lage                  | 1880er Jahre | zweibogige Brücke über den Schwollbach, 1880er Jahre | BW                             |
| Katholische Kirche Herz Jesu | Hauptstraße, Ecke Am Bahnhof Lage | 1910         | kleiner neugotischer Saalbau mit Dachreiter, 1910, Architekt Martin, Düsseldorf; mit spätbarocker Ausstattung                                                                     | weitere Bilder Fotos hochladen |
| Kriegerdenkmal               | Rimsberger Weg Lage               | 1925         | Kriegerdenkmal 1914/18; Denkmal für die im Ersten Weltkrieg gefallenen zwölf Bürger von Kronweiler, Sandsteinstele mit Skulptur eines Soldaten in Hain aus Lebensbäumen, 1925     | BW                             |
| Eisenbahnbrücke              | östlich des Ortes Lage            | um 1860      | Eisenbahnbrücke der Rhein-Nahe-Bahn; dreibogiger, backsteingegliederter Sandsteinquaderbau über die Nahe, um 1860                                                                 | Fotos hochladen                |
| Eisenbahnbrücke              | südöstlich des Ortes Lage         | um 1860      | Eisenbahnbrücke der Rhein-Nahe-Bahn; dreibogiger, backsteingegliederter Sandsteinquaderbau über die Nahe, um 1860                                                                 | Fotos hochladen                |